# Famille d'Allinges
La famille d'Allinges, plus rarement d'Alinge, est un lignage noble originaire d'Allinges, en Chablais, qui remonterait au moins au XIe siècle et éteinte en 1840.

## Histoire

### Origines
La famille tient son nom du village d'Allinges, en Chablais, près de la cité de Thonon. Foras (1863) rappelait que certains auteurs considéraient que le château soit le berceau de la famille, il considérait toutefois qu'il est « plus probable que c'est dans le village d'Allinges, ou peut-être dans un des hameaux appelés encore aujourd'hui Châteauvieux-d'en-Bas et Château vieux-d'en-Haut qu'elle serait venue établir sa domination et en prendre le nom, à l'époque du démembrement du Royaume de Bourgogne ».
La famille d'Allinges est attestée dès le XIe siècle. Elle pourrait être plus ancienne, selon les historiens, puisqu'il semble qu'elle ait reçue, de l'abbaye Saint-Maurice d'Agaune, la garde de terres situées en rive sud du Léman, au cours du Xe siècle,. La localisation de leur demeure reste inconnue et la première mention du Châteaux-Vieux d'Allinges ne remonte qu'à 1073. À cette date, Aymon II d'Allinges, époux de Constance de Ternier, fait son testament au Châteaux-Vieux et il indique vouloir être enterré dans la chapelle castrale Sainte-Marie Mère de Dieu,,. L'édifice possède une chapelle fondée par la famille, mentionnée jusqu'en 1412.
Les Allinges pourraient être étroitement liés aux Rodolphiens et à l'abbaye de Saint-Maurice d'Agaune.
Girard d’Allinges est mentionné lors de la fondation de l'abbaye d'Aulps, en 1094,,, confirmée en 1097 par le comte en Maurienne, Humbert II. Il est l'un des deux seigneurs, avec Gillion de Rovorée, « principes Chablasii », ayant donné des terres pour la fondation du monastère cistercien, avec l'autorisation de l'évêque de Genève, Guy de Faucigny (1083-1119),. Ces deux seigneurs semblent très probablement des « familiers » du comte Humbert II (1080-1103).

### Seigneurs en Chablais
Les historiens considèrent qu'elle est l'une des plus puissantes familles du Chablais au XIe siècle,. Si l'ancienneté des deux châteaux, Château-Vieux et Château-Neuf n'est pas précisément connue,, certains auteurs anciens ont pu avancer qu'ils aient été érigés par les Allinges, toutefois aucune trace ne vient valider cette hypothèse. Seul l'acte de 1073 permet de lier cette famille à Château-Vieux,. 
Les auteurs anciens ont considéré que chacun des châteaux relevaient de « deux branches de la famille d'Allinges ». L'hypothèse la plus probable semble que les Allinges auraient obtenu la garde du site des rois de Bourgogne vers les IXe – Xe siècles et que ces derniers se seraient émancipés en contrôlant la région. Les générations suivantes (XIe – XIIe siècles) auraient obtenu le droit d'ériger une forteresse d'où l'édification de Château-Vieux et Château-Neuf. 
Au début du XIIIe siècle, les deux châteaux relèvent de deux puissantes familles régionales, Château-Vieux semble aux mains des Faucigny, et Château-Neuf appartient aux Savoie, sans que l'on ne sache quand et comment ils les ont obtenu. L'hypothèse serait que l'une des branches soit devenue vassale des Faucigny et que l'autre des Savoie.
Dans ce contexte, la famille, ayant perdu le contrôle d'Allinges au profit de leurs puissants suzerains, tend son influence à l'ouest, du Chablais vers le Genevois (comté de Genève), mais aussi à l'est vers le Valais.

### Implantations en Suisse
Au XIIIe siècle, une branche part s'installer à Genève. Guillaume d'Allinges est vidomne de Genève entre 1278 à 1281. Un Rodolphe obtient la citoyenneté en 1439. Les membres de cette famille embrassent la réforme. La famille s'éteint en 1654, avec Isaac. Par son testament du 14 janvier 1654, il institua comme héritiers Jacques d'Allinges et Bernard de Budé.
En Valais, une autre branche s'établit dans le val d'Entremont (entre Orsières et Liddes). Ils portent le titre de vidomne. Ainsi dans un acte de 1228, Rodolphe d'Allinges possède le titre de vidomne d'Entremont et de Saxon. Cette branche possède grâce à l'abbaye Saint-Maurice de nombreux fiefs dans le pays de Vaud et en Bas-Valais, semble-t-il dès le XIe siècle.
Une branche de cette famille est établie à Rolle (Vaud, Suisse), ville dont ils sont bourgeois déjà au XIVe siècle. En 1522, Michel de Viry, baron de Rolle, promeut en fief noble la parcelle où s'élève leur maison de Rolle (Grand-Rue 50), reconstruite vers 1518 pour l'influent homme d'église Claude d'Allinges, entre autres aumônier des ducs de Savoie et protonotaire apostolique. Cette branche s'éteint en 1550.

### Disparition de la branche savoyarde
La branche des Allinges restée en Savoie disparaît en  1840, avec la mort du marquis Joseph-Prosper-Gaétan d'Allinges de Coudrée.

## Héraldique
| Famille d'Allinges | Les armes de la famille d'Allinges se blasonnent ainsi : de gueules, à la croix d'or. Devise : Sans varier |

## Filiation
Du XIe siècle jusqu'à la mort du dernier représentant Joseph-Prosper d'Allinges, marquis de Coudrée, à Paris en 1840, vingt-six générations se succèdent,.

## Personnalités
La famille d'Allinges compte plusieurs personnalités :
- Vidomnes de Genève : Guillaume (1228), Raimond (1313) et Jacquement (1316)[20].
- Pierre d'Allinges, participe aux combats dans les Flandres, en 1384, au côté du comte Amédée VII de Savoie[21].
- Jean, syndic de Genève (1401)[20].
- N.N., seigneur de Coudrée, chef de famille, bourgeois de Genève (fin XVe siècle)[20].
- Jean d'Allinges (vivant en 1470), époux de Guillemette de Montfort qui lui apporte la seigneurie et le château de Boisy.
- Jacques d'Allinges-Coudrée (vivant en 1655 et encore cité en 1658), lieutenant général de Savoie, premier marquis de Coudrée en 1655, il est à cette date en possession du château de Montfalcon. En 1658[22], il afferme le château d'Apremont à Laurent Martin de Saint-Baldolph.
- Joseph Marie d'Allinges de la Chambre-Seyssel (1660-1736), marquis de Coudré, d'Aix et de Loullé. Ambassadeur, Grand maître de la Maison de Savoie. Chevalier de l'Annonciade (1713).
- François-Louis-Emmanuel d'Allinges-Coudrée (?-1743), comte d'Apremont. Militaire de carrière, il fut successivement gouverneur de Valence, de Novare, vice-roi de Sardaigne en 1738, lieutenant-général du comté de Nice en 1741. Il meurt lors de la bataille de Camposanto le 8 février 1743.
- Joseph-Prosper-Gaëtan d'Allinges-Coudrée (°1761, le 4 décembre-†1840, le 26 février), dernier descendant de la famille d'Allinges, il était considéré comme l'une des plus grosses fortunes du duché de Savoie[23]. Il est chevalier, grand-croix des Saints Maurice et Lazare, brigadier général honoraire de cavalerie, écuyer de la reine de Sardaigne.

## Titres et possessions

### Titres
Liste non exhaustive des titres que porta la famille d'Allinges suivant les périodes :
- marquis de Coudrée (1655), de La Chambre, de Lullin, de Ternier, de Seyssel ;
- comtes d'Apremont, d'Heuille, de Langin (1622), de Larranges, de MontFalcon, de Montfort, de la Val d'Isère ;
- seigneurs d'Allinges, de Balaison, de Boisy (1470), de Cervettes, de Chevenoz, de la Cour, de Grésier, de La Rochette (en Chablais), de La Rochette (en Savoie Propre), de Loisin, de Publiez.

Les titres et possessions de La Chambre et d’Apremont passent, par substitution, à la famille d'Allinges en 1622, lorsque Henriette de La Chambre, dernière héritière du nom, lègue de fait les titres à son fils.
La terre de Langin est érigée au même moment en comté.
En 1655, Jacques d'Allinges, à la suite d'une victoire sur les Turcs, obtient le titre de marquis pour sa terre de Coudrée. La même année, il épouse Henriette de La Chambre de Seyssel. Leur fils, François, hérite avec Bernard de Budé, les titres et possessions de la maison de Seyssel à la mort du dernier détenteur des droits, Maurice de Seyssel, en 1660.
Les titres et possessions de Lullin sont cédés à la famille en 1696.
Les titres et possessions de la famille Mareschal de Duin de La Val d'Isère, vicomte de Tarentaise, sont issus du mariage de Jacques d'Allinges, marquis de Coudrée et Marguerite-Prospère Mareschal de Duin de la Val-d'Isère, le 21 juillet 1716.

### Possessions
Liste par ordre alphabétique et non exhaustive des possessions tenues en nom propre ou en fief de la famille d'Allinges :
- château d'Albens, à Albens ;
- château d'Allinges-Neuf, à Allinges, avant 1203[30] ;
- château d'Allinges-Vieux, à Allinges ;
- château d'Apremont, à Apremont (av. 1658-Révolution) ;
- château de Ballaison, à Ballaison (XVIIe siècle)[31] ;
- château de la Bâtie, à Barby (1660-1669) ;
- Maison forte de Bellecombe (v. XVIIIe siècle)[31] ;
- château de Boisy, à Ballaison (1470-1601)[32] ;
- château de Beauregard, à Chens-sur-Léman (avant 1611-1665)[31] ;
- château de Coudrée (1245-1840), à Sciez[31] ;
- château de Longefan, à La Biolle (1700 - Révolution française) ;
- maison forte du Miroir, à Publier[31] ;
- château de Montfalcon, à La Biolle (1655-1753) ;
- château de la Rochette, à Lully (1473-1840)[31] ;
- château de Sainte-Hélène-des-Millières, à Sainte-Hélène-sur-Isère ;
- château de Thuyset à Thonon (édifié vers le milieu du XVe siècle)[31].

## Charges
- Vidomne de Genève et châtelain de l'île, pour le comte de Savoie : Guillaume (1278-1281), Reymond (1314), Jacquemet (1316-1317)[16],[33].

Certains membres ont été châtelains ducaux de :
- L'île (Genève) (1314 ; 1316-1317)[33] ;
- Châtelet du Crédoz (1445) ;
- Chaumont (1466-1510) ;
- Montjoie (1436-1565) ;

- Syndic de Genève (1401, peut être en 1374)[16].

### Fonds d'archives
- Fonds : Famille d'Allinges de Coudrée : brouillard de l'inventaire des titres de Coudrée, Montfort, Servette, Langin, Grésy, La Rochette, Larringe, Neucevelle, La Tour de Machilly, Lullin et Loisin (1778).  Cote : 1 J 98. Annecy : Archives départementales de la Haute-Savoie (présentation en ligne)..